# Chus Gutiérrez
Chus Guttiérez, née María Jesús Gutiérrez en 1962 à Grenade, est une réalisatrice de cinéma et membre du groupe pop Xoxonees.
Elle travaille dans l’audiovisuel depuis l’âge de 18 ans et étudie le cinéma à New York. Elle réalise plusieurs courts-métrages comme Porro on the Roof, Snickers on Fire, Tropicana, Merry Go Round et La Cinta Dorada. 
De retour des USA, Chus Guttiérez rentre à Madrid en 1987 et se lance dans un groupe de musique pop appelé Xoxonees. 
Elle réalise ensuite son premier long-métrage, Sublet, un deuxième en 1994 intitulé  Sexo oral. Elle est la sœur de la danseuse chorégraphe Blanca Li. 

## Filmographie

### en tant qu'actrice
- 1992 : Baja corazón, d'Icíar Bollaín (court-métrage)
- 1993 : Los Amigos del muerto, d'Icíar Bollaín (court-métrage)
- 1993 : Hábitos II, d'Arantxa Vela (court-métrage)
- 1995 : Hábitos, de Juan Flahn (court-métrage)
- 1996 : Alma gitana, de Chus Gutiérrez
- 2003 : Ne dis rien (Te doy mis ojos), d'Icíar Bollaín
- 2004 : ¡Hay motivo! (segment Adolescentes) (voix)
- 2005 : Lobos (série TV)
  - El trato, de Jacobo Rispa (2005)
- 2005 : El Calentito, de Chus Gutiérrez (non créditée)

### en tant que réalisatrice
- 1991 : Sublet
- 1994 : Sexo oral
- 1996 : Alma gitana
- 1998 : Insomnio
- 1999 : Ellas son así (série TV)
- 2002 : Poniente
- 2004 : Las Siete alcantarillas
- 2004 : ¡Hay motivo! (segment Adolescentes)
- 2004 : En el mundo a cada rato (segment Las siete alcantarillas)
- 2005 : El Calentito
- 2008 : Retorno a Hansala